# Иллювиева, Галина Викториновна
Галина Викториновна Иллювиева (22 марта 1914 — 1 января 1995) — российский учёный в области экстракции цветных и редких металлов, доктор технических наук, профессор, заведующая кафедрой общей и физической химии Ленинградского горного института (1966—1982).
Родилась в 1914 году в селе Вержино Смоленской области. Дочь агрохимика Викторина Петровича Иллювиева (1889—1939), сестра инженера Владислава Викторовича Иллювиева. Член КПСС с 1943 г.
Окончила Ленинградский горный институт по кафедре обогащения полезных ископаемых (1937, вечернее, затем очное отделение металлургического факультета). Из 45 оценок в её дипломе 40 — «отлично» (средний балл 4,84).
Одновременно с 1931 по 1934 г. работала лаборантом в НИИ «Ленгинцветмет» (будущий ВАМИ), а затем в НИС ЛГИ в лаборатории по подготовке глинозёма для обогащения под руководством К. Ф. Белоглазова, А. Н. Кузнецова и Н. С. Грейвера (создание нового вещества для взрывчатки «Синал»).
С сентября 1937 по 1941 г. старший инженер лаборатории физико-химических исследований флотационного процесса института «Механобр». Также исполняла обязанности внештатного ассистента кафедры общей и физической химии и кафедры обогащения полезных ископаемых ЛГИ, а в 1938 г. стала аспирантом этой кафедры (научный руководитель профессор К. Ф. Белоглазов).
С 29.10.1941 по 08.07.1943 — в действующей армии. Медсестра отдельной роты медицинского усиления, перевязочная медсестра эвакогоспиталя № 1117 67-й армии Ленинградского фронта .
В 1943 году возобновила учёбу в аспирантуре. В 1945 г. защитила кандидатскую диссертацию:
- Влияние аэрации на флотацию сульфидов меди и железа : диссертация … кандидата технических наук : 05.00.00. — Ленинград, 1944. — 162 с. разд. паг. : ил.

В 1966 году защитила докторскую диссертацию. Профессор (1967). Заведующая кафедрой общей и физической химии (1966—1982). С 1986 г. профессор-консультант.
Под её руководством защищено 22 кандидатские диссертации.
Награждена орденами Ленина (1971), Отечественной войны II степени (06.04.1985), медалями «За оборону Ленинграда» (15.07.1943), «За боевые заслуги» (08.03.1943), «За доблестный труд в Великой Отечественной войне», «За победу над Германией», «Ветеран труда».

## Сочинения
- Физическая и коллоидная химия [Текст] : Учеб. пособие под ред. докт. техн. наук проф. Г. В. Иллювиевой / Г. В. Иллювиева, А. Е. Горштейн, А. Б. Липин ; М-во высш. и сред. спец. образования РСФСР. Ленингр. горный ин-т им. Г. В. Плеханова. Кафедра ОФХ. — Ленинград : [б. и.], 1974. — 176 с. : ил.
- Физическая и коллоидная химия [Текст] : Сборник задач и упражнений / Г. В. Иллювиева, А. Б. Липин, Г. А. Осолодков (и др.) ; М-во высш. и сред. спец. образ. РСФСР. Ленингр. горный ин-т им. Г. В. Плеханова. — Ленинград : [б. и.], 1973. — 131 с. : ил.; 21 см.
- Экстракционные свойства нафтеновых кислот. // Запис¬ки ЛГИ. 1966. Т. 46. Вып. 3. С. 95 — 109.
- Исследование процесса взаимодействия пирротина со щелочными цианистыми растворами / Г. В. Иллювиева // Зап. ЛГИ., Обогащение, металлургия. — М.: 1956.- Т.17, вып.3. — С. 163—181.